# 大鼻鰨
大鼻鰨為輻鰭魚綱鰈形目鰨亞目鰨科的其中一種，為亞熱帶海水魚，分布於西印度洋莫三比克至南非半鹹水、海域，棲息深度1-60公尺，體長可達17公分，棲息在河口區底層水域，生活習性不明。